# 普倫 (馬雷科省)
38°1′55″S 73°4′22″W / 38.03194°S 73.07278°W

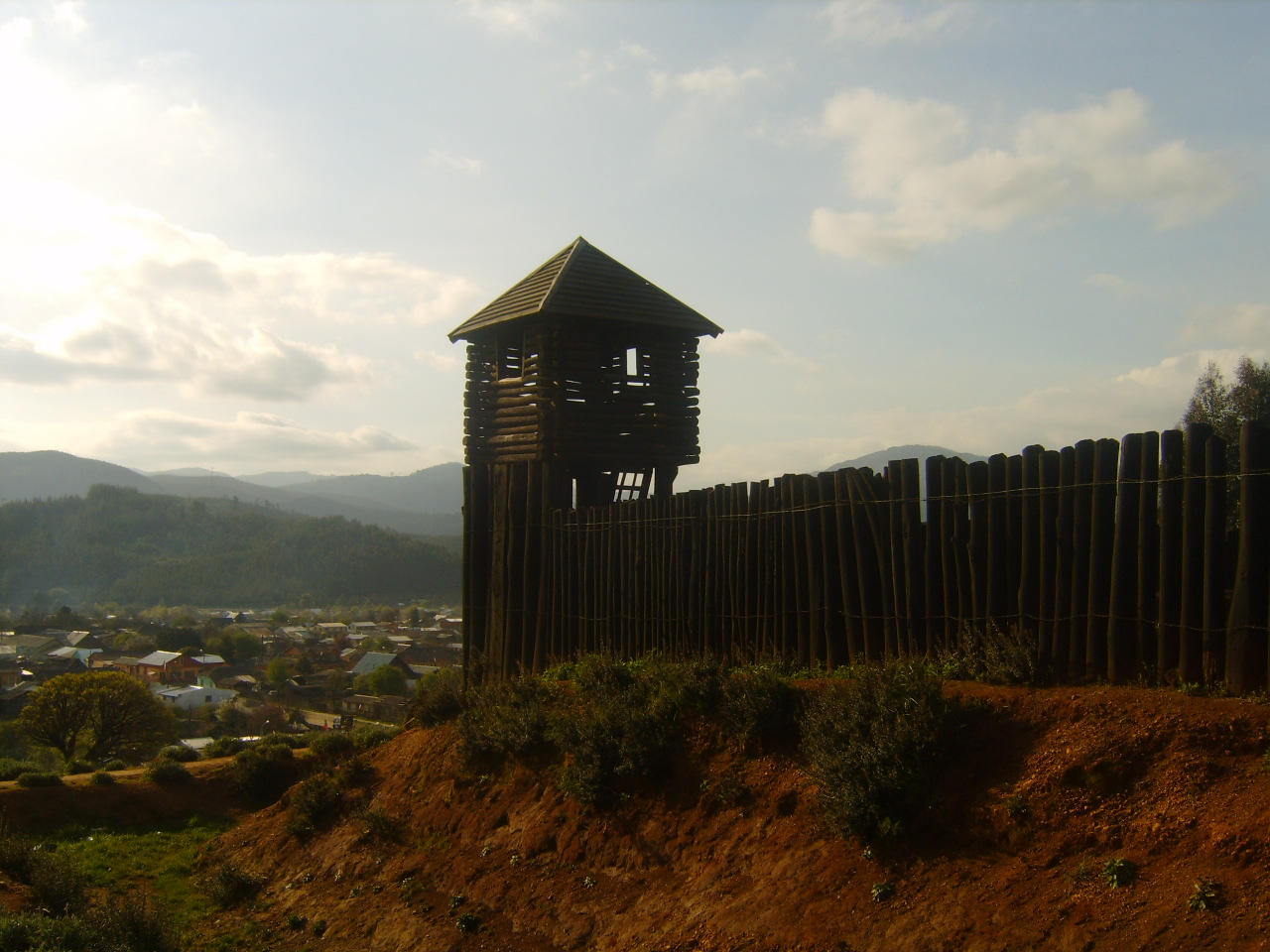

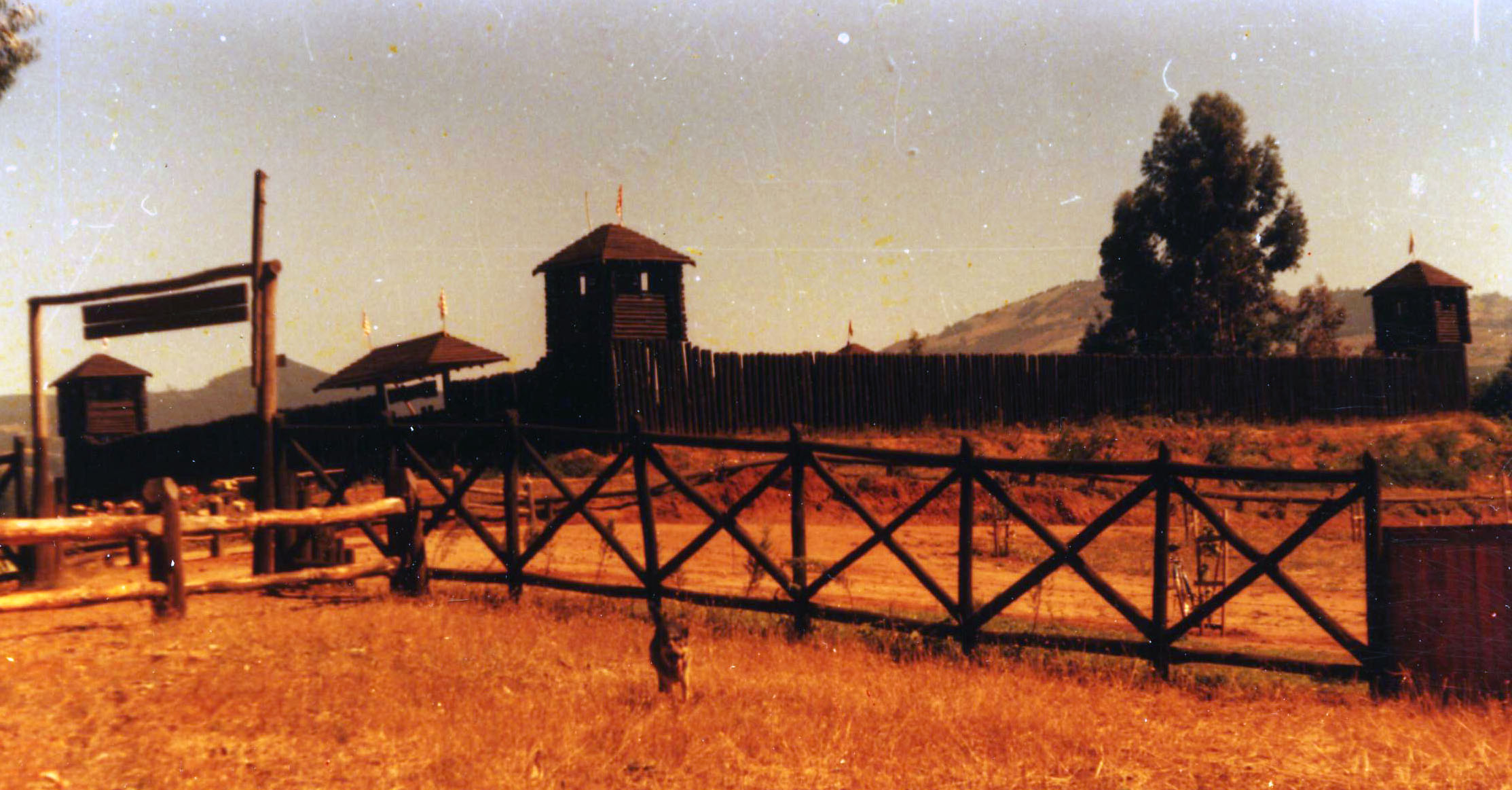

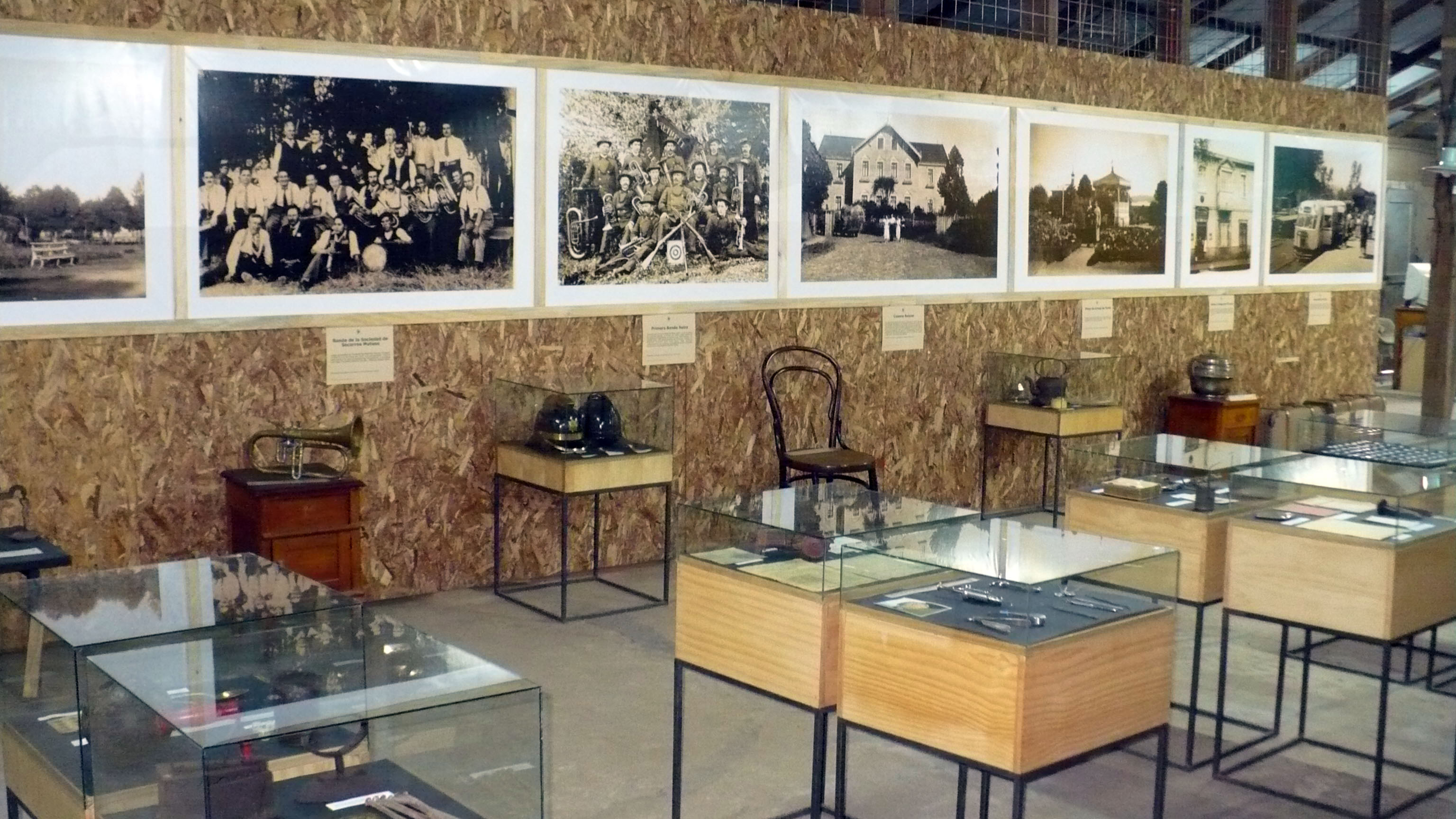

普倫（西班牙語：Purén），是智利的城市，位於該國南部阿勞卡尼亞大區的馬雷科省，始建於1553年，面積464.9平方公里，海拔高度88米，2012年人口11,815人，人口密度每平方公里25人。